# Build the Earth

Immagine della terra sotto forma di pixel

Build The Earth (BTE) è un progetto virtuale, impegnato a ricostruire l'intera Terra in scala 1:1 su Minecraft.

## Storia
Il 21 marzo 2020, lo youtuber PippenFTS pubblicò un video intitolato "The Earth in Minecraft, 1: 1 scale ... for the first time.".
Nel video mostrava come era riuscito a generare, tramite dati presi da internet, l’intero pianeta Terra su Minecraft grazie ad un algoritmo e una mod che permette di poter creare mondi potenzialmente estesi all’infinito in ogni dimensione, aggirando il limite in altezza di 256m. Egli però chiedeva, a fine video, l’aiuto a tutti i giocatori di Minecraft per riprodurre tutte le strutture antropologiche sul suolo generato, costruendo quindi città, strade e foreste. In pochi giorni il video è diventato virale, raggiungendo rapidamente le 4 milioni visualizzazioni e diventando uno dei progetti più ambiziosi mai fatti dal web.

## Funzionamento
Lo scopo di Build the Earth è ricreare l'intera Terra su Minecraft in scala 1:1, grazie all'aiuto di varie mod:
- CubicChunks: permette l'estensione del mondo oltre i limiti di altezza e profondità (che vanno da un livello y = 0 ad un livello y = 255) modificando i chunk del mondo dalle dimensioni di 16x16x256 alle dimensioni di 16x16x16.[6]
- CubicWorldGen: submod della CubicChunks che permette la generazione del terreno oltre i limiti d'altezza del gioco.[7]
- JourneyMap: mostra la mappa delle aree generate ed esplorate nel mondo.[8]
- Terra 1 to 1: aggiunge una nuova generazione del terreno utilizzando database pubblici per ricreare approssimativamente la morfologia del terreno, nonché generando strade e contorni di edifici.[9]
- TerraMap: mostra una OpenStreetMap in cui vengono sovrapposte le posizioni dei giocatori.[10]
- WorldEdit: permette la modifica pratica e veloce del mondo per facilitare il processo di edificazione.[11]

I costruttori possono costruire da soli, mandando le proprie strutture sul sito, o aggregarsi in team di costruzione con gestione interna (Build Team), spesso con proprio un server di gioco dove poter lavorare simultaneamente.

## Build Teams
I giocatori si possono organizzare in "Build Teams", di seguito ne viene riportato l’elenco:
Europa
- Albania - Parte di "BTE Balkans"
- Andorra - Parte di "BTE Iberia"
- Austria - Parte di "Alps BTE"
- Belgio - Parte di "Team Benelux"
- Bielorussia - Parte di "TeamCIS"
- Bosnia ed Erzegovina - "BTE Balkans"
- Cipro - Parte di "Team Greece" e "Build The Earth Turkey"
- Città del Vaticano - Parte di "BTE Italia"
- Croazia - Parte di "BTE Balkans"
- Danimarca - Parte di "Nordic+Baltic”
- Estonia - Parte di "Nordic+Baltic"
- Finlandia - Parte di "Nordic+Baltic"
- Francia - "BTE: France"
- Germania -  "Build The Earth Germany"
- Gibilterra - Parte di "BTE Iberia"
- Grecia - "Team Greece"
- Irlanda - "Build The Earth UK" e "Build The Earth - Republic of Ireland"
- Islanda - Parte di "Nordic+Baltic"
- Italia - "BTE Italia"
- Lettonia - Parte di "Nordic+Baltic"
- Liechtenstein - Parte di "Alps BTE"
- Lituania - Parte di "Nordic+Baltic"
- Lussemburgo - Parte di "Team Benelux"
- Malta - "BTE Malta" (in collaborazione con BTE Italia)
- Moldavia - Parte di "BTE Romania + Moldova"
- Principato di Monaco - Parte di "BTE: France"
- Norvegia - Parte di "Nordic+Baltic"
- Paesi Bassi - Parte di "Team Benelux"
- Polonia - "BTE Poland"
- Portogallo - Parte di "BTE Iberia"
- Regno Unito-  "Build The Earth UK"
- Repubblica Ceca - Parte di "Team Czechoslovakia"
- Romania - Parte di "BTE Romania + Moldova"
- Russia - Parte di "TeamCIS"
- San Marino - Parte di "BTE Italia"
- Serbia - "BTE Serbia"
- Slovacchia - Parte di "Team Czechoslovakia"
- Slovenia - Parte di "BTE Balkans"
- Spagna - Parte di "BTE Iberia"
- Svezia - Parte di "Nordic+Baltic"
- Svizzera - Parte di "Alps BTE"
- Turchia - "Build The Earth Turkey"
- Ucraina - Parte di "TeamCIS"
- Ungheria - "Build Team Hungary"